# 领事
领事（英語：Consul）是指一国政府派驻另一国，维护本国利益，保护本国公民及法人合法权益的外交官员，驻外领事馆是其工作机构。领事官员是一国政府同該國在外僑民的重要联系枢纽。驻外大使馆通常设有領事處，并指派外交官员负责领事事务。

## 职责
根据《維也納領事關係公約》的规定，领事官的职责主要包括以下几个方面： 
- 促进派遣国与驻在国关系的发展，增进相互了解。
- 为本国公民颁發、换發、補發护照等身份证件；为前往或途经本国的外国公民颁发签证。
- 担任民事登记员和公证人，包括接受有关国籍问题的申请；登记本国公民的结婚、出生、死亡；为本国公民及外国公民出具文书；认证本国和驻在国有关当局所颁发文书上的签字和印章等。
- 处理有关於駐在國死亡之本国公民遗产的事务。
- 监督和检查具有本国国籍的船舶、飞机、火车、汽车等交通运输工具并向其提供必要的协助。特别是接受国当局对其采取强制措施时。
- 在本國公民遭逮捕、羈押時，行使探視權以及協助向駐在國政府進行協調等工作。

另外开展情报工作也被认为是领事的重要职责之一。